# Ron Bonham
Ronald D. "Ron" Bonham (Muncie, Indiana, 31 de mayo de 1942-16 de abril de 2016) fue un baloncestista estadounidense que jugó durante dos temporadas en la NBA y una más en la ABA. Con 1,96 metros de estatura, lo hacía en la posición de alero.

## Trayectoria deportiva

### Universidad
Jugó durante cuatro temporadas con los Bearcats de la Universidad de Cincinnati, en las que promedió 19,6 puntos y 5,8 rebotes por partido. En 1962 ganó el título de campeón de la NCAA tras derrotar a los Ohio State Buckeyes en la final por 71-59, en un partido en el que anotó 10 puntos y consiguió 6 rebotes. Al año siguiente repitieron en la final universitaria, pero esta vez cayeron ante Loyola Ramblers por 2 puntos en la prórroga, 60-58. Bonham fue el máximo anotador del partido, con 22 puntos, siendo incluido en el mejor quinteto del campeonato. En 1963 fue incluido en el primer quinteto del All-American, y en 1964 en el segundo. Acabó su carrera como máximo anotador histórico de su universidad, con 2.023 puntos.

### Profesional
Fue elegido en la decimoctava posición del Draft de la NBA de 1964 por Boston Celtics, donde jugó dos temporadas como tercer alero tras Tom Sanders y Larry Siegfried, consiguiendo en ambas el anillo de campeón de la NBA. En 1965 derrotaron a Los Angeles Lakers en la final, aportando Bonham 7,4 puntos y 2,1 rebotes por partido, mientras que en 1966 se encontraron con el mismo oponente en las Finales, derrotándolos en esta ocasión por 4-3, con 5,2 puntos y 0,9 rebotes de Bonham.
Al año siguiente fue incluido en el draft de expansión, siendo elegido por Chicago Bulls, quienes no contaron con sus servicios, fichando como agente libre por los Indiana Pacers de la ABA. Allí solo jugó una temporada como suplente, promediando 5,8 puntos y 1,4 rebotes por partido.

## Estadísticas de su carrera en la NBA

### Temporada regular
| Temporada | Edad | Equipo         | Liga  | P   | TIT | MIN  | TC  | TCA | %TC  | 3P  | 3PA | %3P  | TL  | TLA | %TL  | R.OF. | R.DEF. | REB | ASIS | ROB | TAP | PER | FP  | PTS |
| 1964-65   | 22   | Boston Celtics | NBA   | 37  |     | 10.0 | 2.5 | 5.9 | .414 |     |     |      | 2.5 | 3.0 | .821 |       |        | 2.1 | 0.5  |     |     |     | 0.9 | 7.4 |
| 1965-66   | 23   | Boston Celtics | NBA   | 39  |     | 8.0  | 1.9 | 5.3 | .367 |     |     |      | 1.3 | 1.6 | .852 |       |        | 0.9 | 0.3  |     |     |     | 0.7 | 5.2 |
| 1967-68   | 25   | Indiana Pacers | ABA   | 42  |     | 10.1 | 1.9 | 5.0 | .381 | 0.0 | 0.0 | .000 | 2.0 | 2.5 | .810 |       |        | 1.4 | 0.3  |     |     | 0.8 | 0.9 | 5.8 |
| Total     |      |                | TOTAL | 118 |     | 9.4  | 2.1 | 5.4 | .388 | 0.0 | 0.0 | .000 | 1.9 | 2.4 | .824 |       |        | 1.4 | 0.4  |     |     | 0.8 | 0.8 | 6.1 |
|           |      |                | NBA   | 76  |     | 9.0  | 2.2 | 5.6 | .391 |     |     |      | 1.9 | 2.3 | .832 |       |        | 1.5 | 0.4  |     |     |     | 0.8 | 6.3 |
|           |      |                | ABA   | 42  |     | 10.1 | 1.9 | 5.0 | .381 | 0.0 | 0.0 | .000 | 2.0 | 2.5 | .810 |       |        | 1.4 | 0.3  |     |     | 0.8 | 0.9 | 5.8 |

### Playoffs
| Temporada | Edad | Equipo         | Liga  | P  | MIN | TCA | TC | 3PA | 3P | TLA | TL | R.OF. | REB | ASIS | ROB | TAP | PER | FP | PTS | %TC  | %3P | %FT  | MIN  | PTS | REB | AST |
| 1964-65   | 22   | Boston Celtics | NBA   | 4  | 13  | 5   | 12 |     |    | 4   | 5  |       | 1   | 0    |     |     |     | 1  | 14  | .417 |     | .800 | 3.3  | 3.5 | 0.3 | 0.0 |
| 1965-66   | 23   | Boston Celtics | NBA   | 5  | 16  | 7   | 11 |     |    | 3   | 9  |       | 3   | 0    |     |     |     | 2  | 17  | .636 |     | .333 | 3.2  | 3.4 | 0.6 | 0.0 |
| 1967-68   | 25   | Indiana Pacers | ABA   | 3  | 30  | 4   | 15 | 0   | 0  | 5   | 6  |       | 6   | 3    |     |     | 2   | 4  | 13  | .267 |     | .833 | 10.0 | 4.3 | 2.0 | 1.0 |
| Total     |      |                | TOTAL | 12 | 59  | 16  | 38 | 0   | 0  | 12  | 20 |       | 10  | 3    |     |     | 2   | 7  | 44  | .421 |     | .600 | 4.9  | 3.7 | 0.8 | 0.3 |
|           |      |                | NBA   | 9  | 29  | 12  | 23 |     |    | 7   | 14 |       | 4   | 0    |     |     |     | 3  | 31  | .522 |     | .500 | 3.2  | 3.4 | 0.4 | 0.0 |
|           |      |                | ABA   | 3  | 30  | 4   | 15 | 0   | 0  | 5   | 6  |       | 6   | 3    |     |     | 2   | 4  | 13  | .267 |     | .833 | 10.0 | 4.3 | 2.0 | 1.0 |